# Turbulence
Turbulence è un singolo dei DJ Laidback Luke e Steve Aoki, pubblicato nel 2011 e realizzato con la collaborazione del rapper Lil Jon.

## Tracce
- Download digitale (UK)

1. Turbulence (Radio Edit) - 3:01

- EP

1. Turbulence (Radio Edit) - 3:01
2. Turbulence (Original Mix) - 6:25
3. Turbulence (Sidney Samson Remix) - 6:07
4. Turbulence (Tocadisco Remix) - 4:56